# 2008 год в науке
2008 год в науке и технике:

## Биология
- Обнаружение пикачурина, нового белка ленточных синапсов сетчатки

## События

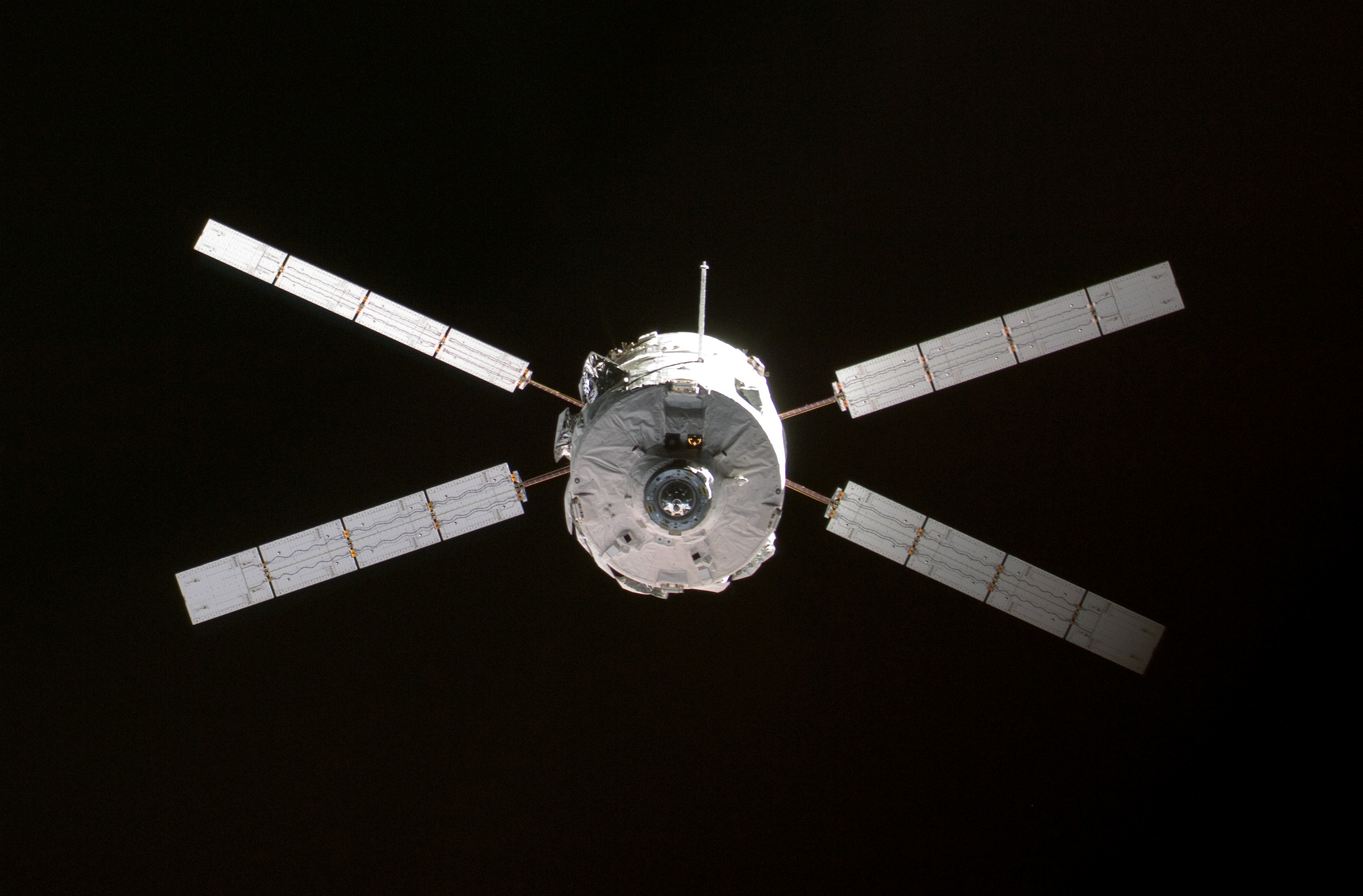
Космический грузовой корабль ATV «Жюль Верн»

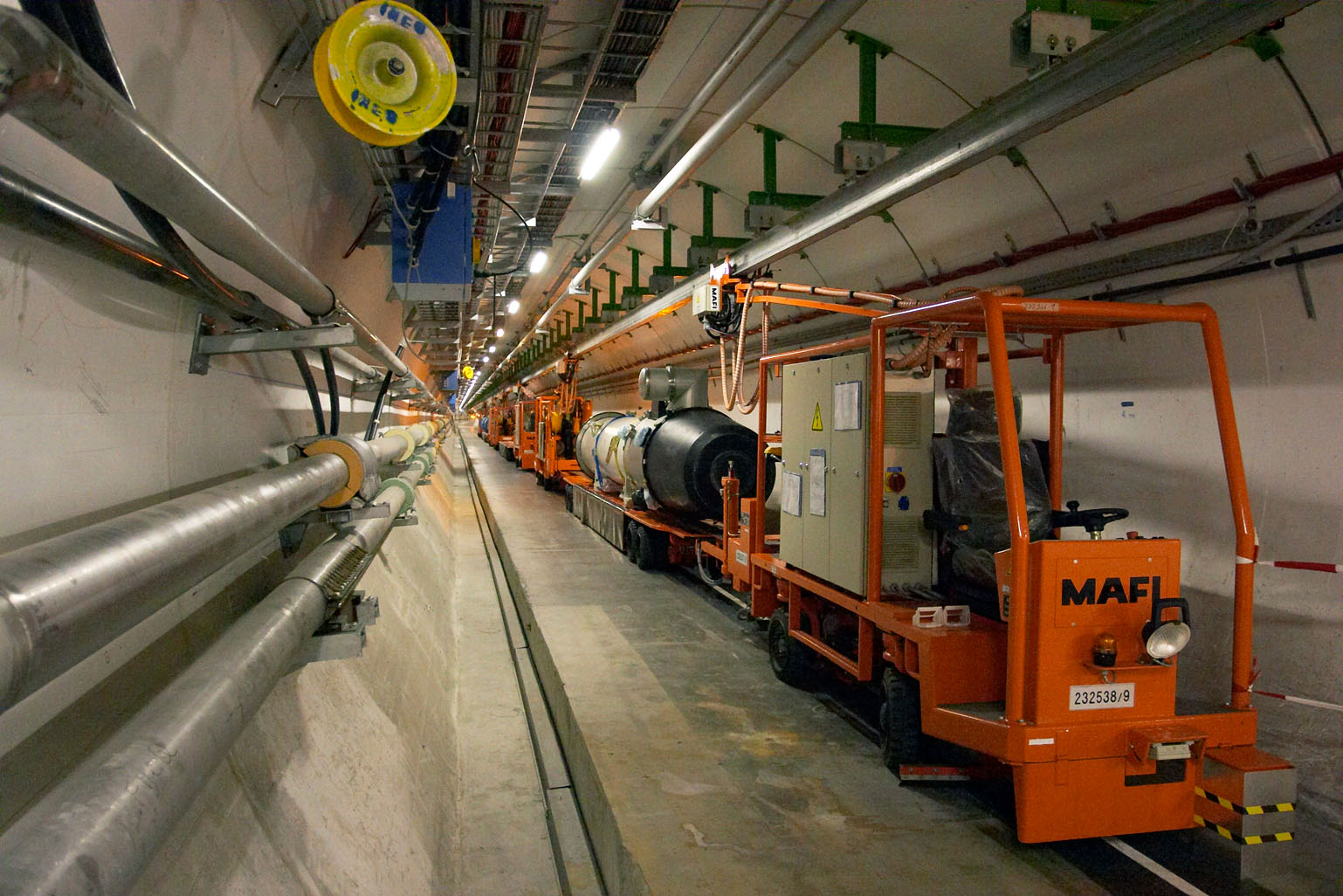
Большой адронный коллайдер

- 7 февраля — Кольцеобразное солнечное затмение (максимальная фаза 0,965)[1].
- 21 февраля — Полное лунное затмение в южном полушарии (фаза 1,11)[2]
- 1 августа — Полное солнечное затмение, которое можно было наблюдать на территории России (максимальная фаза 1,0394)[3].
- 16 августа — Частное лунное затмение в экваториальной зоне Земли (фаза 1,11)[2]

### События без точной даты
- ввод в строй Обсерватории Пьера Оже[англ.], целью создания которой является изучение космических лучей сверхвысоких энергий.

## Достижения человечества
- Впервые получен полностью искусственно синтезированный геном бактериальной клетки.[4]
- Путём насыщения энергией лазерного излучения был получен высоковозбуждённый атом калия размером порядка 1 мм[5]
- 15 января — Автоматическая межпланетная станция MESSENGER сделала первый из трёх планируемых облётов Меркурия. Подлетев на расстояние 200 километров, она передала множество снимков планеты.
- февраль — в тестовом режиме запущен российский проект добровольных распределенных вычислений Gerasim@Home[6].
- 1 апреля — Учёным из британского Университета Ньюкасла удалось создать гибридные эмбрионы из человеческих клеток и яйцеклеток коровы. (Возможно первоапрельская шутка)[7].
- 3 апреля — Новый космический грузовой корабль ATV «Жюль Верн» Европейского космического агентства пристыковался к Международной космической станции.
- 8 апреля — Первый гражданин Южной Кореи Ли Со Ён полетела в космос.
- 25 мая — АМС «Phoenix» благополучно опустилась на поверхность Марса.
- 8 июля — Чешская Республика стала 18-м членом Европейского космического агентства.
- 5 сентября — Космический аппарат Розетта пролетел около астероида 2867 Штейнс и сделал его фотоснимки.
- 10 сентября — Запущен большой адронный коллайдер — самая крупная и самая мощная лаборатория-(ускоритель) по изучению элементарных частиц.
- 27 сентября — В открытый космос вышел первый китаец (им стал член экипажа китайского корабля «Шэньчжоу-7» офицер национальных ВВС Чжай Чжиган[8]). После первого полёта китайцев в космос прошло почти 5 лет.
- 6 октября — автоматическая межпланетная станция MESSENGER совершила второй облёт Меркурия.
- 7 октября — Метеорит 2008 TC3, стал первым метеоритом, чьё падение на Землю астрономы смогли заблаговременно предсказать.[9]
- 22 октября[10] — Индийская организация космических исследований запустила на Луну космический аппарат «Чандраян-1»[11].
- 17 ноября — получен кремниевый аналог графена — силицен.[12][13].
- 19 ноября — впервые в мире осуществлена пересадка органа выращенного из стволовых клеток пациента.[14]
- 21 декабря — В США Virgin Galactic провела лётные испытания самолёта-носителя системы суборбитальных полётов.[15]

### Открытия
- 6 февраля — расшифрован геном инфракрасной бактерии[16].
- 12 февраля — национальная лаборатория Сандия и компания Stirling Energy Systems сообщили о новом рекорде КПД (31,25 %) в процессе преобразования солнечной энергии в электрическую и передачи последней в электросеть общего пользования[17].
- 20 февраля — астрономы Сиднейского университета подсчитали, что толщина нашей Галактики составляет 12 тысяч световых лет, а не 6 тысяч, как предполагалось ранее[18].
- 21 февраля — результаты двух обширных генетических исследований показали, что африканцы имеют самую разнообразную ДНК и наименьшие генетические мутации. Авторы считает, что это подтверждает теорию исхода Homo sapiens из Африки (см. Теория африканского происхождения человека)[19].
- 19 марта — орбитальная обсерватория Swift обнаружила гамма-всплеск GRB 080319B, который поставил новый рекорд среди наиболее далёких объектов, видимых невооружённым глазом[20], за что и получил название Naked-Eye Burst (Всплеск, видимый Невооружённым Глазом).
- 21 марта — автоматическая межпланетная станция Кассини обнаружила свидетельство наличия на спутнике Сатурна Титане подземного океана, состоящего из воды и аммиака[21].
- 10 апреля — в проекте распределенных вычислений PrimeGrid открыто простое число Прота 265711×24858008+1 (1 462 412 цифры)[22].
- 18 апреля — в проекте распределенных вычислений PrimeGrid открыто простое 321-число 3×24235414−1 (1 274 988 цифр)[23].
- 6 мая — найден новый генетический код избыточного веса. В ходе исследования, в котором приняли участие 90 тысяч европейцев, генетики открыли новый, нерасшифрованный участок ДНК, оказывающий влияние на нормальное функционирование гена MC4R, который отвечает за переработку получаемой энергии в жировые отложения[24].
- 26 июня — АМС «Phoenix» обнаружила водяной лёд и провела химический анализ марсианского грунта. Результаты исследования показали, что на Марсе условия вполне пригодны для жизни бактерий и растений.
- 27 июля — в проекте распределенных вычислений PrimeGrid открыто простое число Прота 258317×25450519+1 (1 640 776 цифр)[25].
- 1 августа — представители НАСА выступили с официальным докладом: зонд «Феникс» обнаружил на Марсе воду в свободном состоянии.
- 23 августа и 6 сентября проектом распределительных вычислений GIMPS были открыты 45 и 46 простые числа Мерсенна.
- Октябрь 2008 года — сообщения о самых древних (570 млн лет) из найденных палеонтологами следов оставленных ножками древнейших членистоногих, а также о находке (520 млн лет) сцепленных в длинные цепочки членистоногих, свидетельствующей об их сложном поведении на самых ранних стадиях эволюции.
- 18 октября — Эксперимент Миллера — Юри, по синтезу органических веществ из неорганических в условиях ранней Земли, оказался успешнее, чем предполагалось по итогам его проведения в 1953 году. Современные методы исследования позволили найти не пять, а все 22 аминокислоты в химической посуде, запечатанной учёным Стэнли Миллером многие десятилетия назад.[26]
- 31 октября — коллаборация CDF сообщила о регистрации аномальных мюонных струй в протон-антипротонных столкновениях на Тэватроне, что не укладывается в рамки Стандартной модели.[27][28] Коллаборация D0 не подтвердила полученные результаты.
- 13 ноября — 14-летняя американка Кэролайн Мур открыла уникальную сверхновую звезду SN 2008ha в галактике UGC 12682 в созвездии Пегаса.[29][30]
- 26 ноября — в проекте распределенных вычислений PrimeGrid открыто простое число Прота 825×2373331+1 (112 387 цифр)[31].
- 28 декабря — в проекте распределенных вычислений PrimeGrid открыто простое число Прота 651×2476632+1 (143 484 цифры)[32].

### Изобретения
- Создан осциллограф, позволяющий в деталях изучать профиль ультракоротких световых вспышек.[33][34]
- 20 марта — учёным удалось опытным путём доказать, что водородистые соединения элементов способны демонстрировать свойства сверхпроводимости при высоких давлениях без необходимости охлаждения до сверхнизких температур[35].
- 27 марта — группа американских учёных разработала наноматериалы, напрямую преобразующие радиацию в электричество[36].
- апрель 2008 года — коллективом учёных во главе с Р. С. Уильямсом получен лабораторный образец мемристора (теоретически описанного в 1971 году) в исследовательской лаборатории фирмы Hewlett-Packard.
- 24 апреля — создан самый маленький в мире транзистор на основе графена[37]
- 14 мая — создан новый тип транзисторов на основе нитрида галлия[38].

### Новые виды животных
- Животные, описанные в 2008 году
- Мегапалочник Чаня
- Martialis heureka
- Opamyrma hungvuong

## Награды
- Нобелевские премии
  - Нобелевская премия по физиологии и медицине 2008 года присуждена Харальду Хаузену за открытие вирусов, вызывающих рак шейки матки, а также Франсуазе Барре-Синусси и Люку Монтанье за открытие ВИЧ.
  - Лауреатами Нобелевской премии по физике 2008 года стал Йоитиро Намбу за открытие спонтанного нарушения электрослабой симметрии на субатомном уровне, а также физики-теоретики Макото Кобаяси и Тосихидэ Маскава за открытие природы нарушения симметрии, которое предсказывает существование трёх семейств кварков.
  - Нобелевскую премию по химии 2008 года разделили трое американских учёных — Осаму Симомура, Мартин Чалфи и Роджер Тсьен за открытие и развитие зелёного флуоресцентного белка (GFP).
  - Очередным лауреатом Экономической премии 2008 года памяти Альфреда Нобеля стал Пол Кругман за «анализ структуры торговли и локацию экономической активности».[39]
- Большая золотая медаль имени М. В. Ломоносова
  - Евгений Максимович Примаков — за выдающийся вклад в развитие общественных наук
  - Элен Каррер де Анкос — за выдающийся вклад в политологию, российскую историю и культуру

- Математика
  - Абелевская премия
    - Джон Г. Томпсон (Флоридский университет, США) и Жак Титс (Коллеж де Франс, Париж, Франция) — «за глубокие достижения в алгебре, в частности за придание современной формы теории групп».

- Премия Бальцана
  - История изобразительного искусства с 1700 года: Маурицио Кальвези (Италия)
  - Практическая философия: Томас Нагель (США)
  - Превентивная медицина: Ян Фрэзер (Австралия)
  - Климатология: Уоллес Броекер (США)

- Международная премия по биологии
  - Дэвид Тилман — экология.

- Информатика
  - Премия Кнута — Фолькер Штрассен.
  - Премия Тьюринга — Барбара Лисков — За вклад в практические и теоретические основы языков программирования и системного дизайна, в частности в области исследований устойчивости к ошибкам, абстракции данных и распределённых вычислений.

- Премия Кавли
  - По астрофизике: Мартен Шмидт, Дональд Линден-Белл — «за основополагающий вклад в понимание природы квазаров».
  - По нанотехнологии: Луис Брюс, Сумио Иидзима — за «for their large impact in the development of the nanoscience field of the zero and one dimensional nanostructures in physics, chemistry and biology».
  - По неврологии: Стен Грильнер[англ.], Томас Джессел, Паско Ракич — за «for discoveries on the developmental and functional logic of neuronal circuits».

## Скончались

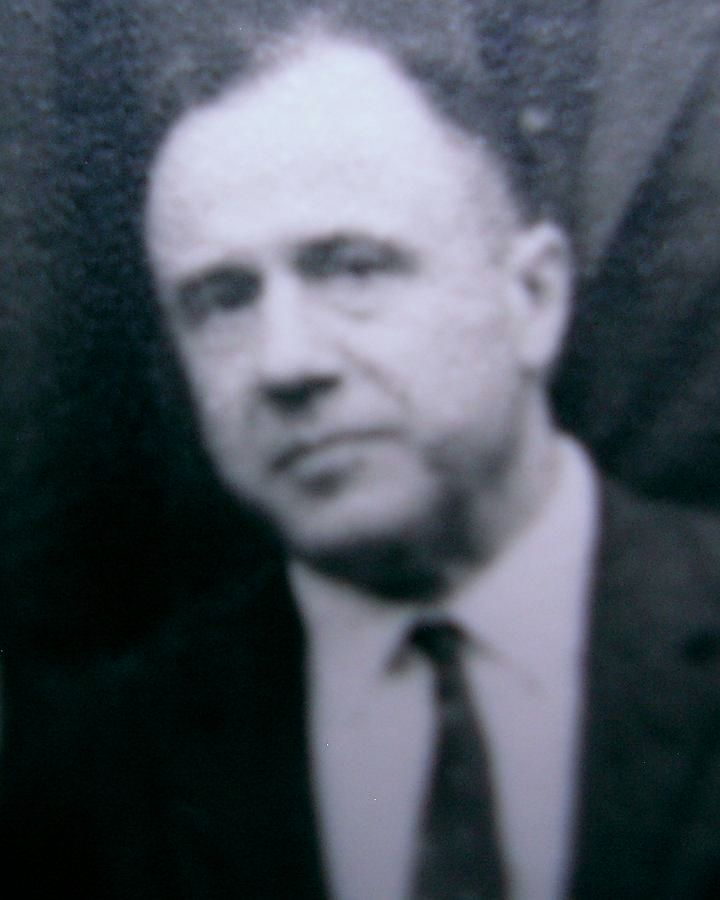
Американский физик-теоретик Джон Уилер

- 27 января — Валерий Иванович Шумаков, русский врач-трансплантолог, академик РАН, директор НИИ трансплантологии и искусственных органов.
- 13 апреля — Джон Уилер, американский физик-теоретик, придумавший два термина, впоследствии широко распространившиеся в науке и научной фантастике — чёрная дыра (англ. black hole) и кротовая нора (англ. wormhole) (род. 1911);.
- 29 апреля — Альберт Хофманн, швейцарский химик, создатель ЛСД.
- 6 мая — Алла Генриховна Масевич, советский астроном (род. 1918).
- 8 мая — Алексей Константинович Скворцов, российский ботаник.
- 22 июня — Наталья Петровна Бехтерева, российский нейрофизиолог, внучка В. М. Бехтерева.
- 24 июня — Леонид Гурвич, американский экономист, лауреат Нобелевской премии по экономике за 2007 год.
- 5 августа — Нил Барлетт, британский химик, открывший химические соединения благородных газов.
- 5 ноября — Кацуми Номидзу, американский математик японского происхождения (род. 1924);.
- 16 декабря — Сергеев, Виктор Иванович (1921—2008) — директор НТЦ «Центробежные технологии» ЦКБ машиностроения, доктор технических наук, заслуженный изобретатель РСФСР; лауреат Ленинской премии, Герой Социалистического Труда.